# Ingeborg Švédská (1319)
Ingeborg Švédská (1277? – 15. srpna 1319) byla jako manželka dánského krále Erika Menveda dánská královna v letech 1296–1319.

## Biografie

### Původ, mládí
Narodila se jako nejstarší potomek z pěti dětí švédského krále Magnuse Ladulåse a jeho manželky královny Helvig Holštýnské. Písemné prameny vyzdvihují její krásu, půvab a něžnost.

### Manželství a potomci
V devatenácti letech, roce 1296 se v Helsingborgu provdala za dánského krále Erika Menveda, s nímž byla z dynastických důvodů zasnoubena již v dětství; v roce 1298 se její nejstarší bratr, švédský král Birger Magnusson oženil se sestrou jejího manžela, dánskou princeznou Martkétou (Märtou). Dispens potřebný k uzavření manželství však byl udělen až v roce 1297 kvůli konfliktu mezi jejím manželem a biskupem Jensem Grandem. Jinak královna Ingeborg nesehrála žádnou významnou politickou roli. Dánský královský pár však byl v bratrovražedných bojích o švédský trůn spojencem švédského krále.
Z manželství se narodilo 8 dětí (některé prameny uvádějí 14). Většinou však šlo o potraty a ostatní děti zemřely buď záhy po porodu nebo zemřely v útlém věku.
Informace se zachovaly pouze o následujících potomcích:
- Erik (zemřel jako dítě);
- Magnus (zemřel jako dítě);
- Valdemar (zemřel jako dítě);

### Konec života, smrt
V roce 1318 přivedla Ingeborg na svět své poslední dítě – syna, který se narodil živý a životaschopný. Ukazovala ho veřejnosti jedouc na voze, dítě jí však vyklouzlo z náručí, při pádu si zlomilo vaz a zemřelo. Poté se žalem zdrcená Ingeborg uchýlila do kláštera klarisek v Roskilde; není jasné, zda to bylo její vlastní rozhodnutí nebo příkaz králův, který jí kladl za vinu synovu smrt. Některé prameny považují vedle této tragické události za konečný impuls smrt jejích bratrů Erika a Valdemara (byli v průběhu občanské války ve Švédsku z příkazu svého nejstaršího bratra krále Birgera zajati, uvězněni a ve vězení buď umořeni hladem, nebo zavražděni), jiné spekulují o zapuzení manželem z důvodu psychické choroby, jež jí měla znemožňovat plnění oficiálních povinností. V klášteře měla královna vidění a měla dokonce předpovědět datum vlastní smrti. Zemřela rok po svém vstupu do kláštera, 15. srpna 1319. Pochována v kostele sv. Benedikta v Ringstedu, kam byl tři měsíce po ní pohřben i její manžel, který zemřel 13. listopadu roku 1319.